# 周顗
周 顗（しゅう ぎ、269年 - 322年6月24日）は、西晋から東晋にかけての官僚・軍人。字は伯仁。本貫は汝南郡安成県。

## 経歴
西晋の安東将軍周浚の子として生まれた。若くして名声があり、賁嵩や戴淵らに賞賛された。弱冠にして父の武城侯の爵位を嗣ぎ、秘書郎に任じられ、尚書吏部郎に累進した。東海王司馬越の子の司馬毗が鎮軍将軍となると、周顗はその下で鎮軍長史をつとめた。
琅邪王司馬睿が江南に入ると、周顗は召し出されて軍諮祭酒となった。寧遠将軍・荊州刺史・領護南蛮校尉・仮節として出向した。永嘉5年（311年）、湘州で杜弢の乱が起こった。建平郡の流民の傅密らが杜弢を迎え入れると、周顗は狼狽して拠点を失った。陶侃が部将の呉寄に兵を与えて救援させると、周顗は脱出して、豫章の王敦のもとに逃れた。王敦は軍司の戴邈の反対にもかかわらず、周顗を引き留めた。後に揚威将軍・兗州刺史として司馬睿に召し出された。周顗が建康に入ると、司馬睿は周顗を引き留めて兗州に派遣せず、再び軍諮祭酒とした。まもなく右長史に転じた。建武元年（317年）、東晋が建てられると、周顗は吏部尚書に任じられた。ほどなく酒に酔って御史の糾弾を受け、官位を剥奪され、無官のまま吏部の職をつとめることになった。さらに門生が人を傷つけた罪に連座して、職官からも罷免された。
大興元年（318年）、尚書・太子少傅に任じられた。大興3年（320年）、尚書僕射となった。
永昌元年（322年）、吏部を領したまま、尚書左僕射となった。同年4月に王敦の乱が起こり、王敦が石頭城を占拠すると、周顗は戴淵・劉隗らとともに石頭城を攻撃して大敗した。周顗は元帝（司馬睿）の命を受けて王敦と会見した。周顗は戴淵とともに王敦に捕らえられ、石頭城の南門の外の石上で殺害された。享年は54。
太寧2年（324年）、王敦の死後、周顗は左光禄大夫・儀同三司の位を追贈された。諡は康といった。

## 子女
- 周閔（字は子騫。衡陽郡・建安郡・臨川郡の太守を歴任し、侍中・中領軍・吏部尚書・尚書左僕射となり、中軍将軍の号を加えられた。護軍に転じ、秘書監を兼ねた）
- 周恬
- 周頤

## 伝記資料
- 『晋書』巻69 列伝第39